# Hyaenodonta
Die Hyaenodonta (selten auch Hyaenodontida) sind eine ausgestorbene Gruppe fleischfressender Säugetiere, die in Nordamerika, Europa, Asien und Afrika vorkamen. Sie erschienen mit Lahimia im Mittleren Paläozän und starben in Nordamerika und Europa mit dem Ende des Oligozäns, in Afrika und Asien während des Miozäns aus.

## Merkmale

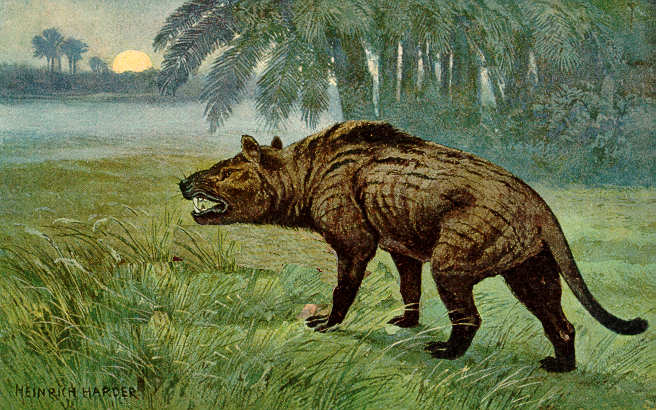
Lebendrekonstruktion von Hyaenodon, Zeichnung Heinrich Harder

Die Vertreter der Hyaenodonta hatten eine äußere Ähnlichkeit mit den heutigen Hunden und Hyänen. Sie besaßen einen plantigraden oder vollständig digitigraden (v. lat. digitus „Zehe“) Fuß (Zehengänger) und waren teilweise wie heutige Hunde und Hyänen an schnelles Laufen angepasst. Die Hauptachse des Fußes befand sich an der Mittelzehe. Das Wadenbein gelenkte mit dem Fersenbein, eine Artikulation des Sprungbeins mit dem Würfelbein fehlte. Die Zehenendglieder waren eingekerbt. Frühe Formen waren noch klein, Lesmesodon, dessen Fossilien in der Grube Messel gefunden wurden, wurde nur 20 cm lang, Arfia wurde schon so groß wie ein Fuchs. Die größten Formen der Hyaenodonta, Hyaenodon, Hyainailouros und Megistotherium hatten Schädel, die doppelt so groß waren wie die heutiger Löwen. Allgemein zeichnete sich der Schädel durch einen langschmalen Bau, eine enge Basis und ein hohes Hinterhauptsbein aus.
Ihre Kiefer beherbergten ein Brechscherengebiss, das von der gesamten Backenzahnreihe gebildet wurde, mit Betonung auf dem zweiten Backenzahn (Molar) im Oberkiefer und dem dritten Backenzahn im Unterkiefer. Bei den möglicherweise verwandten Oxyaenida hatten der erste Backenzahn im Oberkiefer und der zweite im Unterkiefer eine größere Bedeutung, bei den rezenten Raubtieren der vierte Prämolar im Oberkiefer und der erste Backenzahn im Unterkiefer.

## Paläobiologie
Das Gehirn der meisten Hyaenodonten war langgestreckt. Das Volumen variierte von rund 3 ml bei kleinen Formen wie Proviverra bis hin zu 334 ml bei großen Vertretern wie Megistotherium. Bezogen auf das Körpergewicht ergibt sich so ein Enzephalisationsquotient von 0,42 bis 0,88. Auffallend ist, dass der Wert bei den Angehörigen der Linie der Hyainailouroidea im Verlauf ihrer Stammesgeschichte relativ gleich blieb mit Schwankungen von 0,4 bis 0,6. Es kam somit nicht zu einer signifikanten Gehirnvolumenzunahme. Allerdings erhöhte sich der Anteil der Großhirnrinde am Gehirnvolumen durch eine deutlichere Furchenbildung. Im Gegensatz dazu vergrößerte sich das Gehirn bei einigen Formen der Hyaenodontoidea auch absolut, da etwa bei Hyaenodon der Enzephalisationsquotient fast 0,9 erreichte. Die Ursachen für die unterschiedliche Entwicklung innerhalb der beiden Linien der Hyaenodonten ist bisher ungeklärt. Bei modernen Raubtieren hat dies variierende Hintergründe. Neben einer Ausweitung des Beutespektrums können hier auch eine verlängerte Lebenserwartung, stärkere Sozialbindungen, längere Tragzeiten oder Betreuungsphasen des Nachwuchses, aber auch größere Nachwuchsgruppen generell verursachend einwirken.

## Äußere Systematik
Die Hyaenodonta wurden ursprünglich (als Hyaenodontidae) zusammen mit den Katzen- bzw. Marderähnlichen Oxyaenodonta in die Ordnung der Creodonta, im Deutschen auch Urraubtiere genannt, gestellt. Die Oxyaenodonta erschienen schon im Mittleren Paläozän in der fossilen Überlieferung und starben früher als die Hyaenodonta wieder aus. Beide Gruppen teilen kaum Synapomorphien, so dass die Gültigkeit des Taxons Creodonta bezweifelt wird. Zusammen mit den rezenten Raubtieren (Carnivora) und den Schuppentieren (Manidae) bilden die Hyaenodonta und die Oxyaenodonta das Taxon Ferae.

## Innere Systematik

### Allgemein
Die Gliederung der Hyaenodonta ist momentan nicht vollständig geklärt und in Diskussion. Generell lassen sich zwei größere taxonomische Einheiten unterscheiden: die Hyaenodontidae und die Hyainailouridae. Beide Gruppen können anhand skelettanatomischer Merkmale relativ gut voneinander getrennt werden. So besitzen die Hyaenodontidae einen Processus postorbitalis, der den Hyainailouridae in der Regel fehlt. Am Hinterhauptsbein reicht der markante Knochenwulst als Ansatzstelle der Nackenmuskulatur bei ersteren seitlich bis zum Processus mastoideus herab, bei letzteren wiederum nicht. Außerdem sind die Gelenkflächen dort zur Verbindung mit der Halswirbelsäule bei den Hyaenodontidae klein und bei den Hyainailouridae groß. Am Unterkiefer tritt das Foramen mentale bei den Hyaenodontidae meist gedoppelt auf und der Winkelfortsatz ist äußerst kräftig. Die Hyainailouridae verfügen häufig über mehr als zwei Foramina, außerdem zeigt sich ihr Winkelfortsatz eher schwach. Bedeutende Unterschiede finden sich auch an den Zähnen. Die typisch sectorialen Molaren weisen mehrere spitze Höcker auf, die drei größten umfassen im Oberkiefer den Para-, Meta- und Protoconus, im Unterkiefer entsprechend das Para-, Meta- und Protoconid. Sowohl bei den Hyaenodontidae als auch bei den Hyainailouridae sind bei den oberen Mahlzähnen der Para- und der Metaconus zum Amphiconus verschmolzen. Allerdings überragt bei den Hyaenodontidae der Metaconus den Paraconus, bei den Hyainailouridae ist dies genau umgekehrt.
Innerhalb der Hyainailouridae werden noch die Apterodontinae und die Hyainailourinae voneinander unterschieden. Beide Gruppen weichen in speziellen Zahnmerkmalen voneinander ab. Die Hyainailourinae bilden ein hypercarnivores Gebiss aus, das heißt, es kommt zu einem Rückgang in der Komplexität der Zahnstruktur. Dadurch verliert das Gebiss weitgehend seine durchlöchernde und brechende Funktion und entwickelt sich hin zu einem starken Schneidwerkzeug. Dies geschieht etwa im Unterkiefer durch die Reduktion des Metaconids (durchlöchernd) und des Talonids (brechend; hierbei handelt es sich um eine tieferliegende Zahnfläche der Unterkiefermolars, in die bei Gebissschluss der Protoconus der Oberkiefermolare greift). Dadurch können zahlreiche Vertreter der Hyainailouridae als Aasfresser angesehen werden. Heutige hypercarnivore Raubtiere beziehen zu über 70 % ihrer Nahrung von Wirbeltieren. Die Apterodontinae verlieren an den Unterkiefermolaren zwar auch einzelne Höcker (Metaconid und Paraconid), allerdings bleibt das Talonid erhalten. Diese eher ungewöhnliche Zahngestaltung wird häufig mit einer Spezialisierung auf Fische oder auf Wirbellose interpretiert.
Problematisch ist die genaue Stellung der Teratodontinae. Einige Forscher sehen sie als näher verwandt mit den Hyaenodontidae an und begründen dies mit dem ausgebildeten Processus postorbitalis oder dem kräftigen Winkelfortsatz. Andere Wissenschaftler vereinen die Teratodontinae mit den Hyainailouridae in einer gemeinsamen höheren Gruppe, den Hyainailouroidea. Dies geschieht unter anderem aufgrund des weniger kräftigen Hinterhauptskamms oder der mehrfach ausgebildeten Foramina am Unterkiefer. Wie die Hyaenodontidae und die Hyainailouridae besitzen auch die Teratodontinae im Oberkiefer einen fusionierten Para- und Metaconus, wobei beide nur an der Basis vereint sind und die Spitzen frei stehen. In Übereinstimmung mit den Hyaenodontidae ist der Metaconus höher als der Paraconus.
Abseits dieser größeren Gruppen werden davon abgetrennt die Limnocyoninae unterschieden. Bei diesen handelt es sich um relativ kleine Vertreter der Hyaenodonta, deren Hauptmerkmal der Verlust oder die Reduktion des oberen und unteren dritten Mahlzahns darstellt. Die oberen Molaren weisen einen fusionierten Para- und Metaconus auf, was aber innerhalb der einzelnen Gattungen graduell abweicht. Die Proviverrinae wiederum vereinen eine eher urtümliche Stammgruppe der Hyaenodonta mit deutlich unterscheidbaren Höckern auf den Molaren. Sie stehen manchmal aufgrund ihrer sehr ursprünglichen Merkmale in der eigenen höheren Gruppe der Proviverroidea, eine Studie aus dem Jahr 2019 verweist sie dagegen in die Nahverwandtschaft der Hyaenodontidae. Die Prionogalidae wurden ursprünglich aufgrund ihrer ungewöhnlichen Backenzahngestaltung als Höhere Säugetiere mit ungenauen Verwandtschaftsverhältnissen klassifiziert. Sie stellen zwergenhafte Beutegreifer dar, bei denen der jeweils hinterste Molar zurückgebildet ist, während die restlichen Backenzähne extrem hypercarnivore Eigenschaften aufweisen. Neuere phylogenetische Untersuchungen verweisen sie zu den Hyaenodonta; je nach Wichtung der Merkmale bilden sie entweder eine Klade mit den Hyaenodontidae oder mit den Hyainailouridae.
Die systematische Zuweisung der säbelzähnigen Machaeroidinae ist unklar. Einerseits werden sie als näher verwandt mit den Limnocyoninae angesehen, andererseits auch den Oxyaenodonta zugeschlagen. Eine im Jahr 2018 veröffentlichte Untersuchung eines nahezu vollständigen Skelettes aus Utah spricht aufgrund des Baus des Bewegungsapparates für eine Nahverwandtschaft mit den Oxyaenodonta.

### Überblick über die Familien und Gattungen der Hyaenodonta

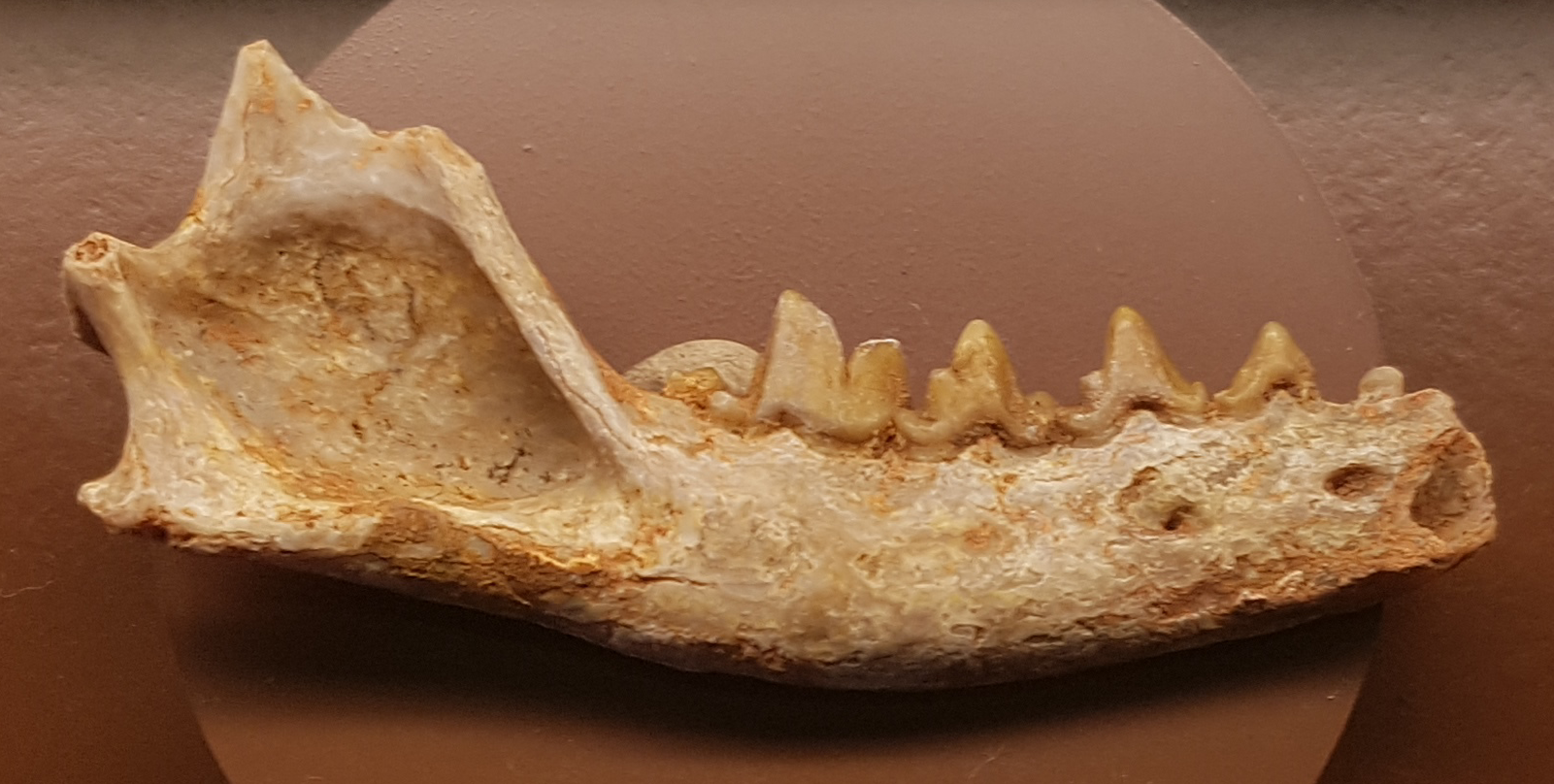
Unterkiefer von Prionogale aus Quercy, Frankreich

Die hier dargestellte Gliederung basiert weitgehehend auf den Untersuchungen von Borths et al. 2016 und 2017. Demnach setzen sich die Hyaenodonta folgendermaßen zusammen:
- Ordnung Hyaenodonta Van Valen, 1967

- Schizophagus Lange-Badré, 1975
- Ischnognathus Stovall, 1948
- Tinerhodon Gheerbrant, 1995
- Eoproviverra Solé, Falconnet & Yves, 2014

- Familie incertae sedis

- Unterfamilie Arfiinae Solé, 2013 (auch Arfianinae)

- Arfia Van Valen, 1965

- Unterfamilie Limnocyoninae Wortman, 1902

- Prolimnocyon Matthew & Granger, 1915
- Limnocyon Marsh, 1872 
- Thinocyon Marsh, 1872
- Iridodon Morlo & Gunnell, 2003
- Oxyaenodon Matthew, 1899
- Prolaena Xu et al., 1979

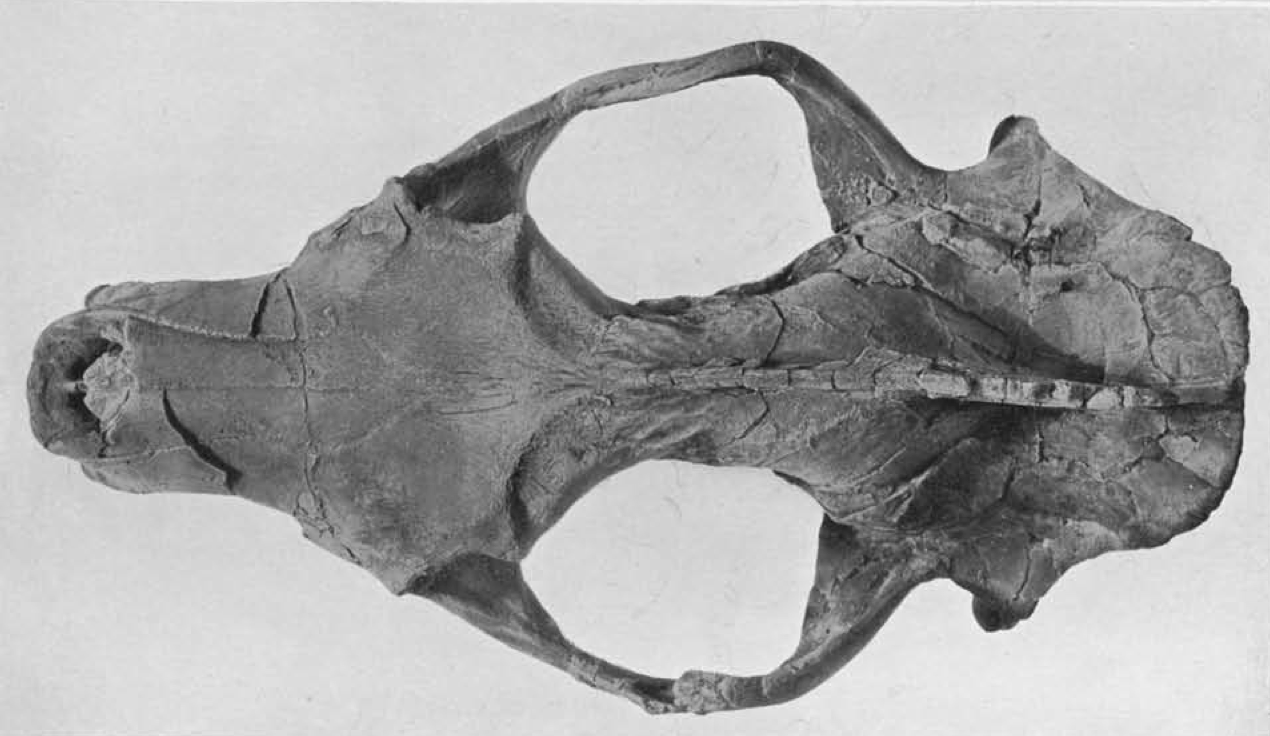
Schädel von Limnocyon

- Unterfamilie Wyolestinae Gingerich, 1981

- Wyolestes Gingerich, 1981

- Sinopa-Klade

- Prototomus Cope, 1874
- Sinopa Leidy, 1871 
- Acarictis Gingerich & Deutsch, 1989
- Proviverroides Bown, 1982

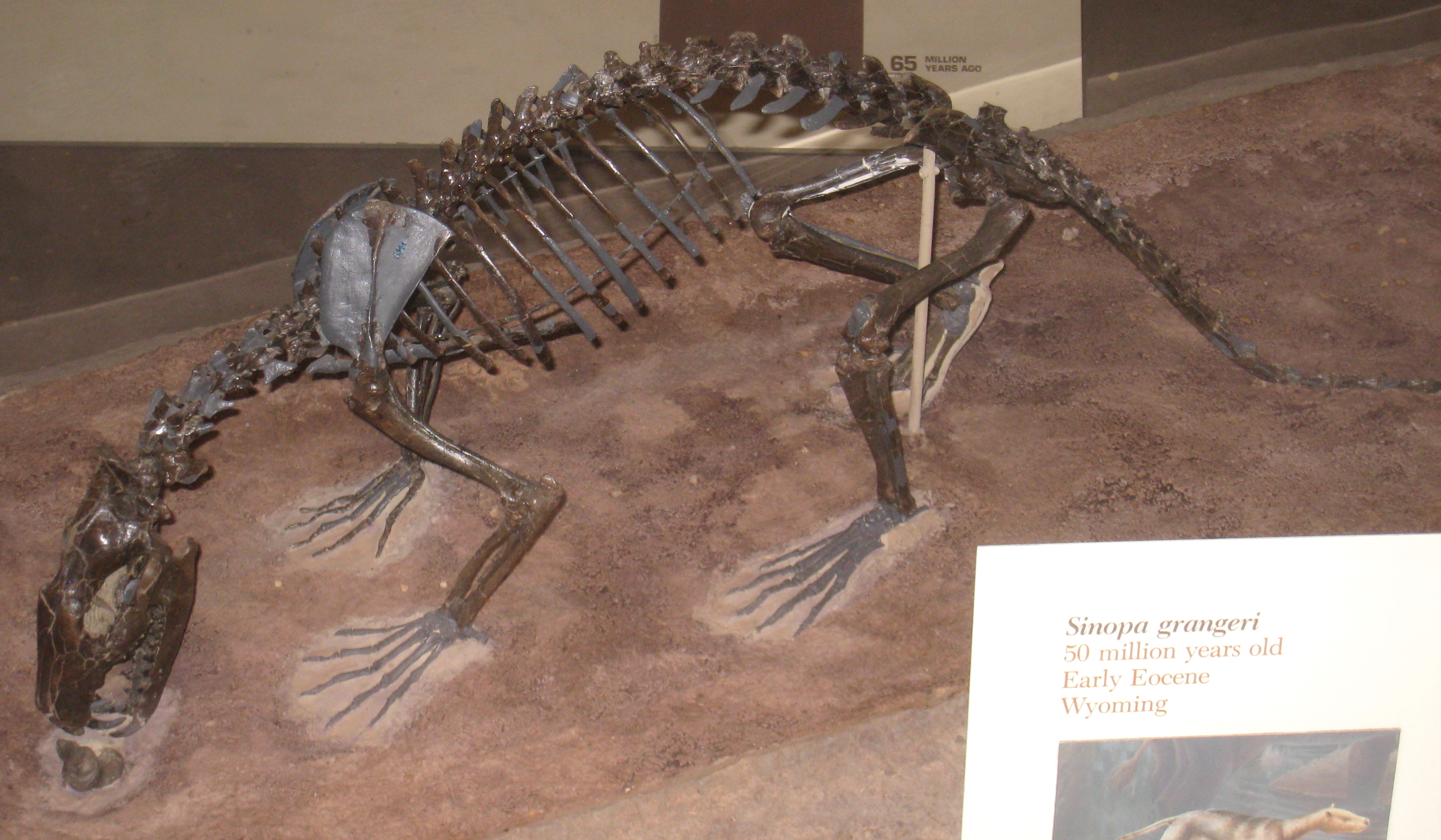
Skelett von Sinopa grangeri im National Museum of Natural History in Washington, DC

- Überfamilie Hyaenodontoidea Leidy, 1869

- Unterfamilie Proviverrinae Schlosser, 1886

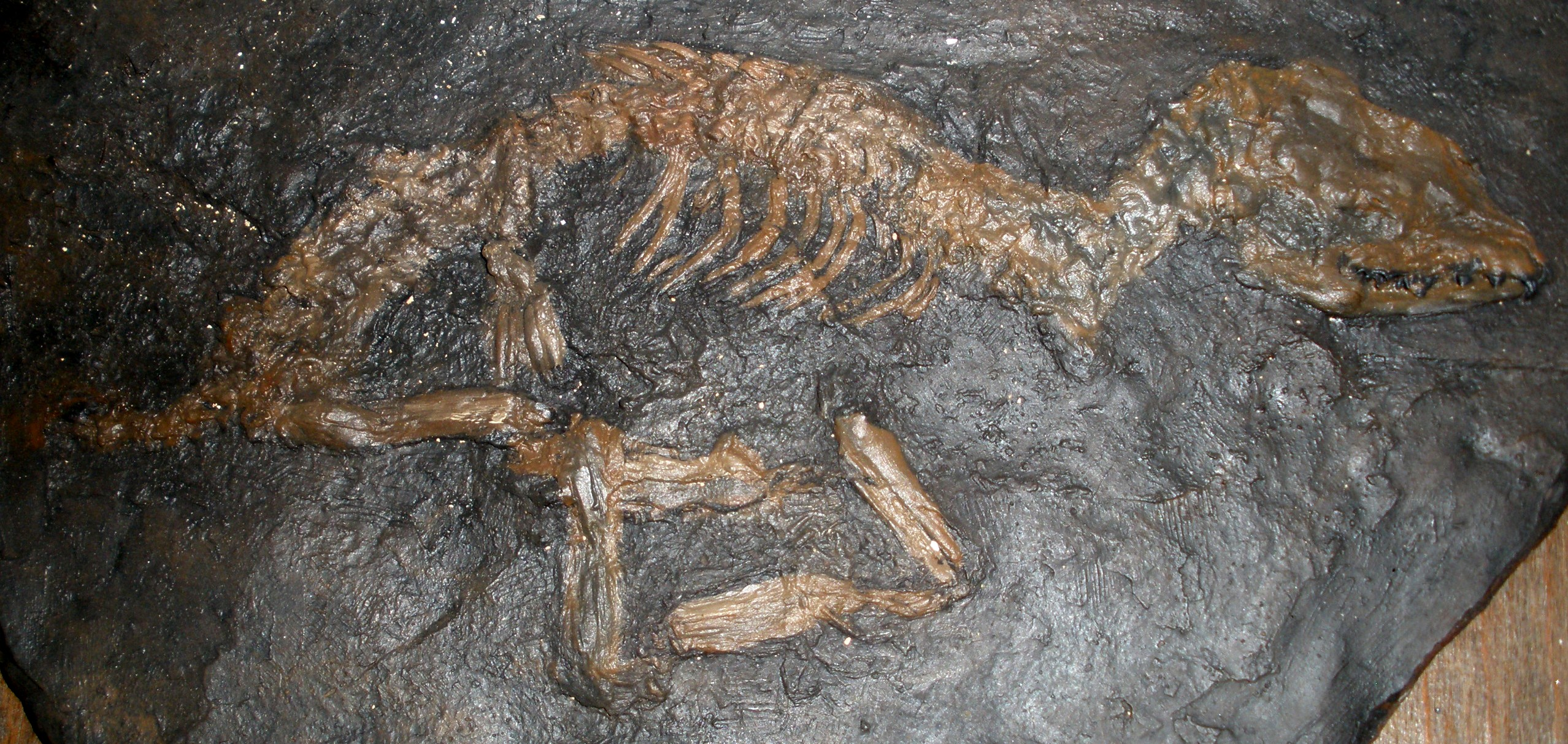
Fossil von Lesmesodon edingeri im Museo Civico di Storia Naturale di Milano

- Allopterodon Ginsburg, 1978
- Parvagula Lange-Badré, 1987
- Lesmesodon Morlo & Habersetzer, 1999 
- Morlodon Solé, 2013
- Proviverra Rütimeyer, 1862
- Minimovellentodon Solé, Falconnet & Yves, 2014
- Alienetherium Lange-Badré, 1981
- Consobrinus  Lange-Badré, 1979
- Deltatherium Cope, 1881
- Didelphodus Cope, 1882
- Paenoxyaenoides Lange-Badré, 1979
- Praecodens Lange-Badré, 1981
- Protoproviverra Lemoine, 1891

- Familie Prionogalidae Morales, Pickford & Salesa, 2008

- Prionogale Schmidt-Kittler & Heizmann, 1991 
- Namasector Morales, Pickford & Salesa, 2008

- Familie Hyaenodontidae Leidy, 1869

- Eurotherium Polly & Lange-Badré, 1993
- Cartierodon Solé & Mennecart, 2019
- Prodissopsalis Matthes, 1950
- Preregidens Solé, Falconnet & Vidalenc, 2015
- Leonhardtina Matthes, 1952
- Matthodon Lange-Badré & Haubold, 1990 
- Oxyaenoides Matthes, 1967
- Thereutherium Filhol, 1876
- Boritia Solé, Falconnet & Yves, 2014

- Cynohyaenodon-Klade

- Cynohyaenodon Filhol, 1873
- Quercytherium Filhol, 1880
- Paracynohyaenodon Martin, 1906

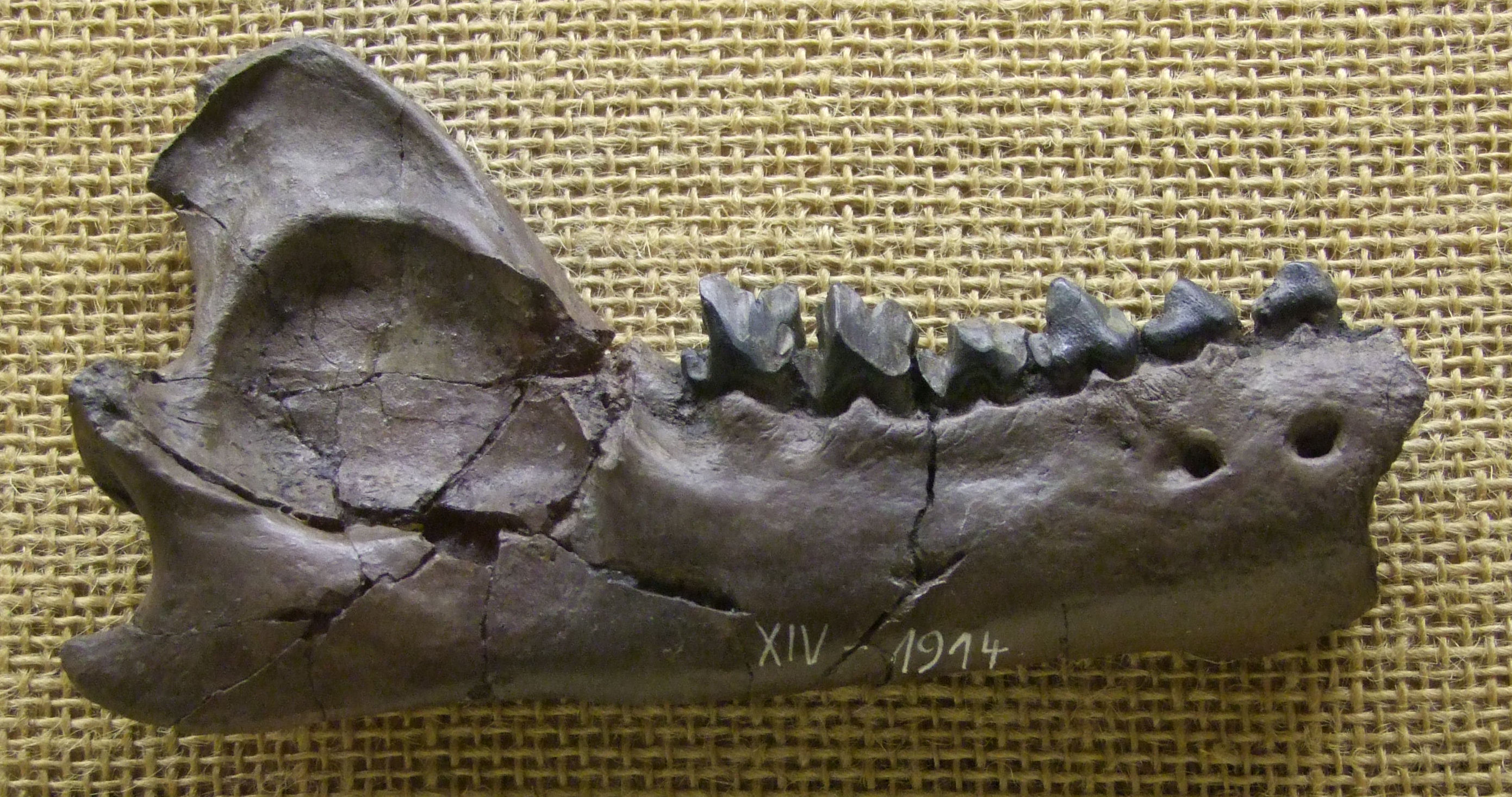
Unterkiefer von Matthodon aus dem Geiseltal

- Unterfamilie Hyaenodontinae Trouessart, 1885

- Propterodon Martin, 1906
- Hyaenodon Laizer & Parieu, 1838 
- Isphanatherium Lavrov & Averianov, 1998
- Megalopterodon Dashzeveg, 1964
- Neoparapterodon Lavrov, 1996

- Familie incertae sedis

- Lahimia Solé & Gheerbrant, 2009

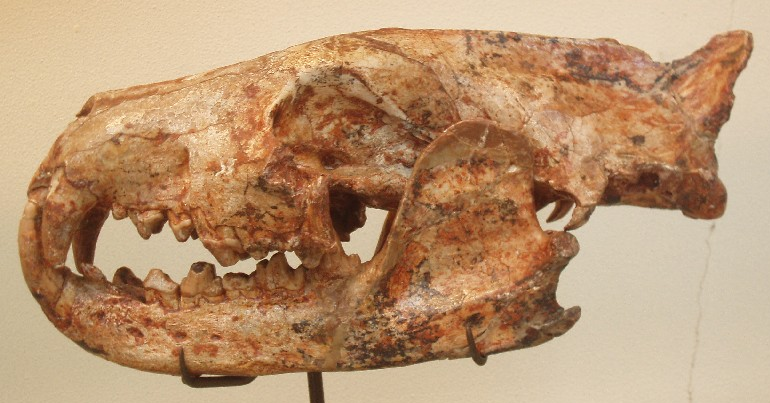
Schädel von Hyaenodon cayluxi im Muséum national d’histoire naturelle in Paris

- Boualitomus Gheerbrant, Iarochene, Amghzaz & Bouya, 2006
- Pyrocyon Gingerich & Deutsch, 1989
- Gazinocyon Polly, 1996
- Indohyaenodon Bajpai, Kapur & Thewissen, 2009
- Koholia Crochet, 1988
- Tritemnodon Matthew, 1906 

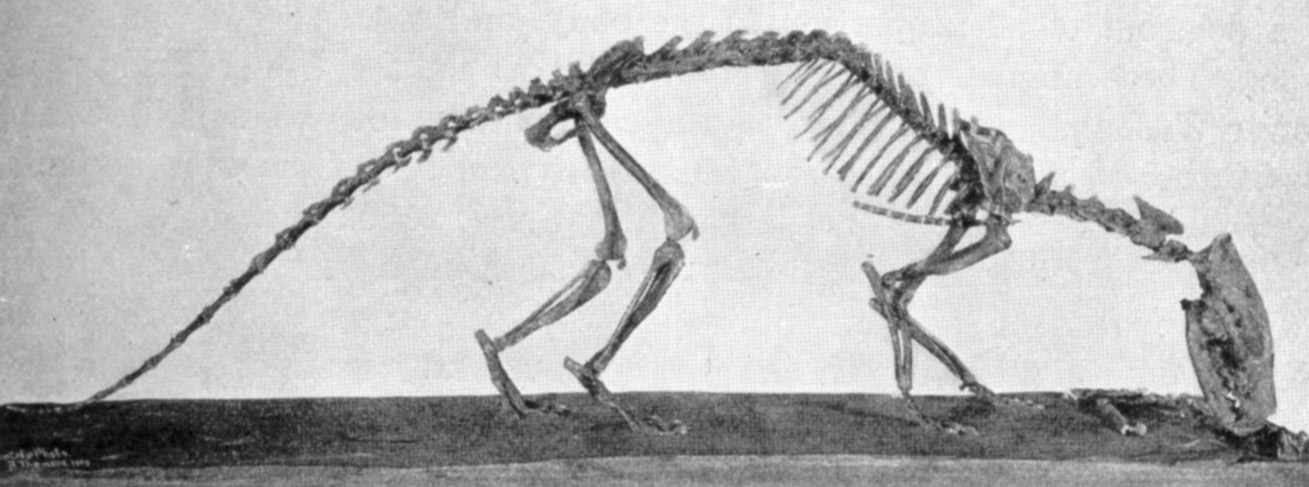
Skelett von Tritemnodon

- Yarshea Egi, Holroyd, Tsubamoto, Shigehara, Takei, Tun, Aung & Soe, 2004

- Galecyon-Klade

- Galecyon Gingerich & Deutsch, 1989

- Überfamilie Hyainailouroidea Borths, Holroyd & Seiffert, 2016

- Familie incertae sedis

- Unterfamilie Teratodontinae Savage, 1965

- Furodon Solé, Lhuillier, Adaci, Bensalah, Mahboubi & Tabuce, 2014
- Kyawdawia Egi, Holroyd, Tsubamoto, Soe, Takai & Ciochon, 2005
- Paratritemnodon Ranga Rao, 1973
- Metasinopa Osborn, 1909
- Pakakali Borths & Stevens, 2017
- Ekweeconfractus Flink, Cote, Rossie, Kibii & Werdelin, 2021

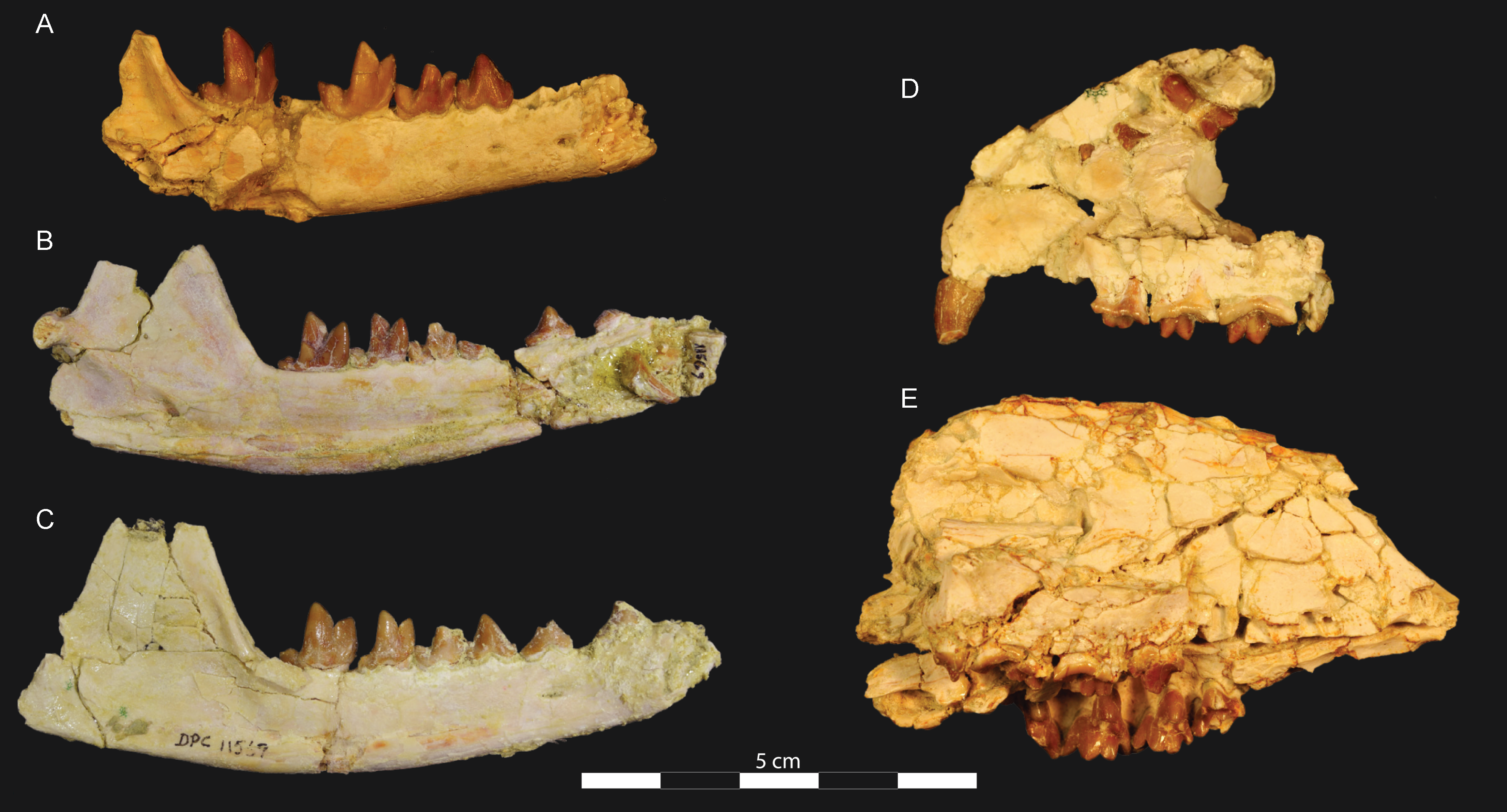
Unterkiefer- und Schädelreste von Brychotherium aus dem Fayyum

- Glibzegdouia Crochet, Peigné & Mahboubi, 2001
- Brychotherium Borths, Holroyd & Seiffert, 2016 
- Masrasector Simons & Gingerich, 1974 
- Teratodon Savage, 1965
- Anasinopa Savage, 1965
- Dissopsalis Pilgrim, 1910

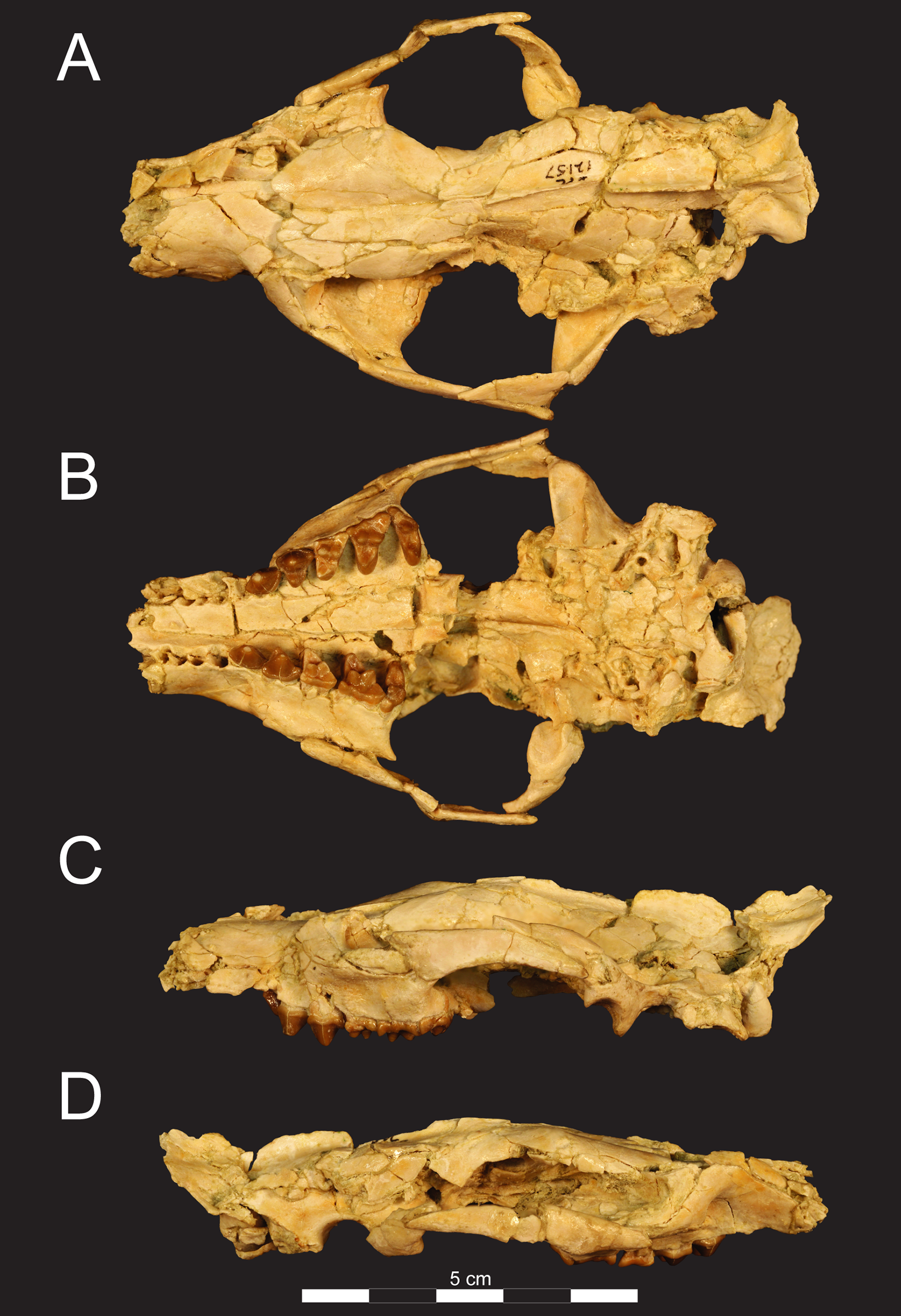
Schädel von Masrasector aus dem Fayyum

- Familie Hyainailouridae Pilgrim, 1932

- Unterfamilie Apterodontinae Szalay, 1967

- Quasiapterodon Lavrov, 1999
- Apterodon Fischer, 1880

- Unterfamilie Hyainailourinae Pilgrim, 1932

- Orienspterodon Egi, Tsubamoto & Takai, 2007
- Maocyon Averianov, Obraztsova, Danilov & Jin, 2023
- Kerberos Solé, Amson, Borths, Vodalenc, Morlo & Bastl, 2015
- Pterodon Blainville, 1839
- Metapterodon Stromer, 1922
- Hemipsalodon Cope, 1885
- Akhnatenavus Holroyd, 1999 

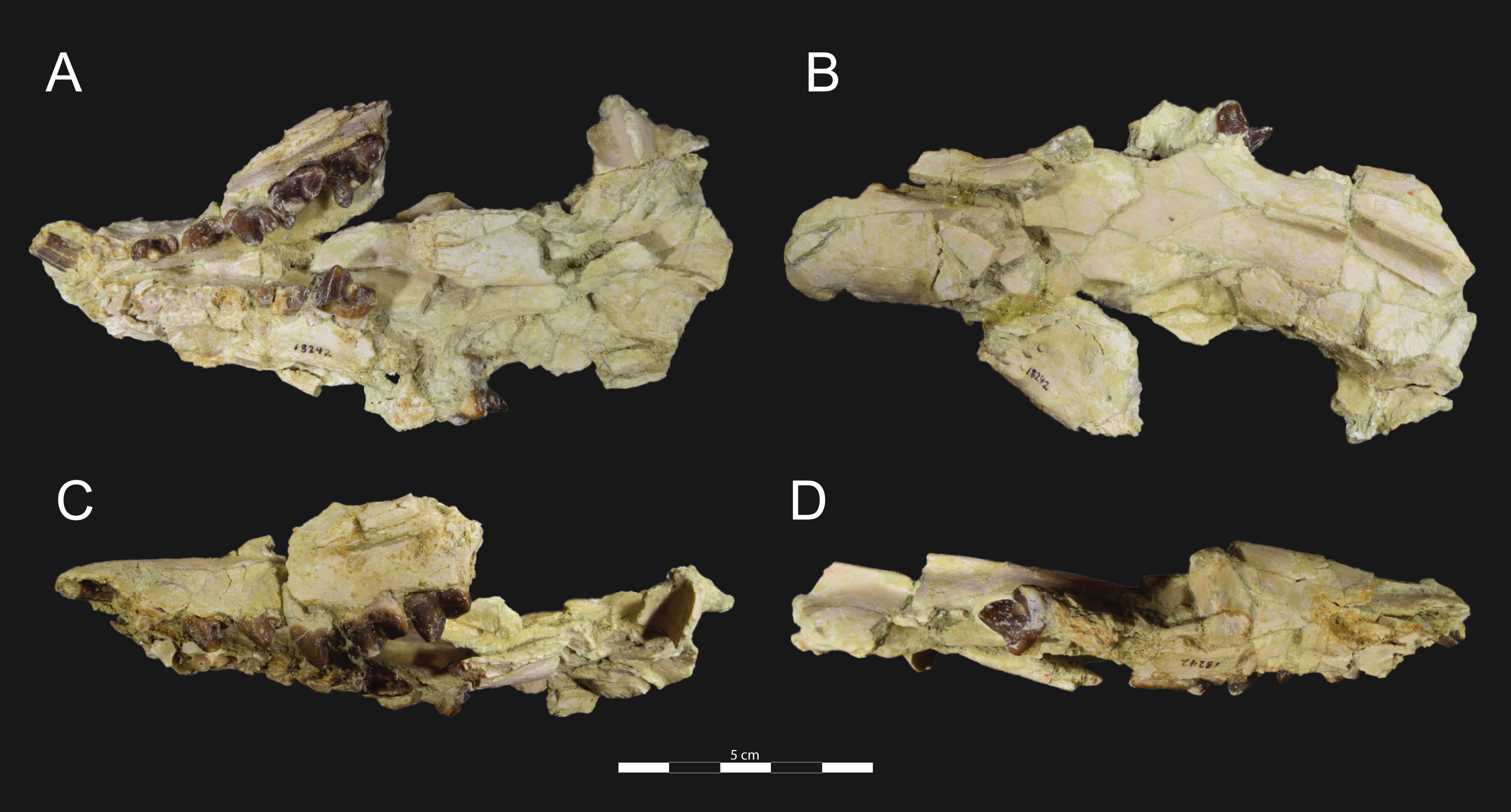
Oberkiefer von Akhnatenavus

- Sekhmetops Al-Ashqar, Borths, El-Desouky, Heritage, Abed, Seiffert, El-Sayed & Sallam, 2025
- Paroxyaena Martin, 1906
- Falcatodon Morales & Pickford, 2017
- Bastetodon Al-Ashqar, Borths, El-Desouky, Heritage, Abed, Seiffert, El-Sayed & Sallam, 2025
- Isohyaenodon Savage, 1965
- Sectisodon Morales & Pickford, 2017
- Exiguodon Morales & Pickford, 2017
- Buhakia Morlo, Miller & El-Barkooky, 2007
- Mlanyama Rasmussen & Gutierrez, 2009
- Hyainailouros Biedermann, 1863
- Leakitherium Savage, 1965
- Megistotherium Savage, 1973
- Parapterodon Lange-Badré, 1979
- Parvavorodon Solé, Lhuillier, Adaci, Bensalah, Mahboubi & Tabuce, 2014
- Sivapterodon Ginsburg, 1980
- Simbakubwa Borths & Stevens, 2019

Als problematisch erwiesen sich mehrere weitere Unterfamilien, etwa die Koholiinae, 1988 von Jean-Yves Crochet eingeführt, welche Gattungen wie Koholia, Lahimia und Boualitomus zusammenführen. Ähnliches gilt für die Sinopinae (oder Sinopaninae) von Floréal Solé aus dem Jahr 2013 um Sinopa, Prototomus, Tritemnodon und Pyrocyon sowie für die Indohyaenodontinae von Solé und Kollegen 2014 mit Indohyaenodon, Paratritemnodon und Kyawdawia. Hier zeigten phylogenetische Studien, dass die Zusammensetzung der Gruppen meist nicht in sich schlüssig ist. Zudem bestehen innerhalb der Hyainailouridae zahlreichen Triben, so die Paroxyaenini, die Hyainailourini, die Dissopsalini und die Metapterodontini. Auch hier ergeben die phylogenetischen Analysen teils unterschiedliche Verwandtschaftsverhältnisse.